# Lukáš Rohan
Lukáš Rohan (Mělník, 30 maggio 1995) è un canoista ceco, specializzato nella canoa slalom.

## Biografia
Ha rappresentato la Rep. Ceca ai Giochi olimpici estivi di Tokyo 2020, dove ha vinto la medaglia d'argento nello slalom C1, terminando la gara alle spalle dello sloveno Benjamin Savšek.

## Palmarès
- Giochi olimpici estivi

Tokyo 2020: argento nello C1;
- Europei

Venna 2014: argento nel C1 squadre;
Praga 2018: bronzo nel C1 squadre;
Praga 2020: argento nel C1;
- Mondiali U23

Liptovský Mikuláš 2013: oro nel C2 squadre;
Foz do Iguaçu 2015: bronzo nel C1 squadre
Cracovia 2016: argento nel C1;
Bratislava 2017: oro nel C1 squadre;
- Europei U23

Solkan 2016: argento nel C1;
Hohenlimburg 2017: bronzo nel C1; bronzo nel C1 squadre;
Bratislava 2018: oro nel C1 squadre;
- Mondiali junior

Wausau 2012: argento nel C2;
Liptovský Mikuláš 2013: argento nel C1;
- Europei junior

Solkan 2013: argento nel C1 squadre; bronzo nel C2 squadre;
Bourg-Saint-Maurice 2013: argento nel C1;